# John and Yoko: A Love Story
John and Yoko: A Love Story je americký film vyprávějící o vztahu Johna Lennona a Yoko Ono.

## Děj
Film začíná poznáním Johna Lennona s Yoko Ono, pokračuje jejich svatbou a potratem jejich prvního dítěte. Potom potratem druhého dítěte, rozpadem Beatles, narozením Seana Ono Lennona... až do roku 1980, kdy je chladnokrevně zavražděn John Lennon před svým domem.

## Hrají
- Mark McGann (John Lennon) - hlavní role
- Kim Miyori (Yoko Ono) - hlavní role
- Kenneth Price (Paul McCartney)
- Peter Capaldi (George Harrison)
- Phillip Walsh (Ringo Starr)
- Richard Morant (Brian Epstein)
- Rachel Laurence (Cynthia Lennonová)
- Paul Lockwood (Julian Lennon)
- Catherine Wrigley (Kyoko Ono)
- Vincent Marzello (Tony Cox)
- David Baxt (Elliot Mintz)
- John Sinclair (George Martin)
- Lou Hirsch (Allen Klein)
- Catherine Strauss (Linda Eastmanová)
- Bob Babenia (Mahareshi)
- Matthew Marsh (Elton John)
- Harue Ito (Isoko Ono)
- Ling Tai (May Pang)
- Norman Hartley (doktor)
- Tim Kiley (Sean Ono Lennon)
- Bob Putt (detektiv)